# Cavalo de sela

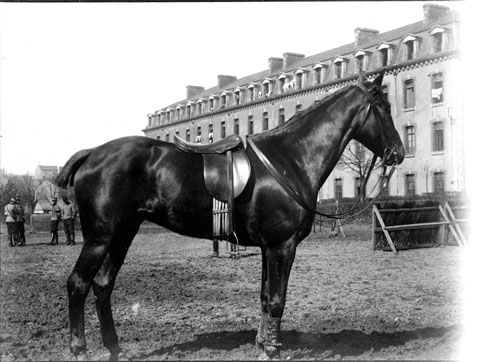
Cavalo de sela, em Toulouse, na França.

Um cavalo de sela, também chamado cavalo de monta ou cavalo andador (em inglês, riding horse; em francês, cheval de selle) é um cavalo adequado para ser montado por um cavaleiro. A expressão alude a um tipo de cavalo destinado primordialmente a ser usado utilizando um arreio, e que consequentemente se distingue de cavalos de tração, cavalos de esporte e cavalos de trabalho.
Conquanto geralmente com esta denominação é usada para referir-se aos cavalos de sangue quente, alguns dos chamados cavalos de sangue frio são igualmente considerados ideais para a monta. As qualidades típicas de um bom cavalo andador evoluíram ao longo do tempo, principalmente em função de sua utilização. Originalmente usados principalmente em um contexto militar, mais recentemente têm sido usados principalmente em atividades de esporte ao ar livre e lazer.

## Terminologia
Um cavalo de monta é, por definição, um cavalo que por suas características é apto e adequado para ser montado por um ginete. Os cavalos árabes e os puro-sangues ingleses, bem como os cruzamentos com uma dessas duas raças, são naturalmente considerados como cavalos de sela. De toda forma, os usos e destinos variam de um país a outro, e estão muito ligados à tradição. Assim, o cavalo islandês tem sido montado desde muito tempo, a despeito de sua morfologia e de tratar-se de um cavalo de sangue frio, portanto distante do típico cavalo de monta europeu.

## Qualidades mentais e físicas

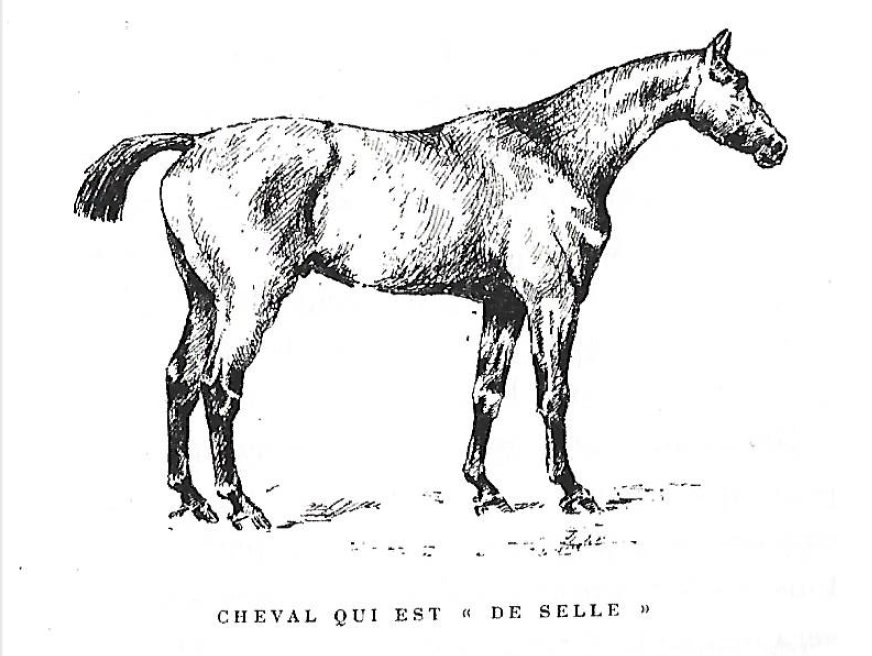
Gravura representando a morfologia típica de um cavalo de sela, ano 1898.

As qualidades de um bom cavalo de monta têm evoluído ao longo do tempo em função de sua utilização. No século XVIII, e segundo Georges-Louis Leclerc de Buffon, o cavalo de sela devia ter "ombros alisados e móveis", e era considerado como defeito ter "o peito demasiado avançado e os membros anteriores para trás". No século XIX, F. Minot escreveu que todos os cavalos de sela deviam ser resistentes, fortes, enérgicos e igualmente sólidos e estáveis sobre seus membros, além de terem o trote suave (o que permite ao ginete monta-lo com graça e suportar uma carga sem muita fadiga) e serem ligeiros e ágeis em suas marchas e movimentos. Foi a partir do século XX que o cavalo de monta começou a ser criado e selccionado particularmente para o desporto e o lazer, o que teve como consequências sobre sua conformação e seu temperamento.

## História
O cavalo de sela é um tipo definido de cavalo,  selecionado com o objectivo de se obter um animal diferente dos utilizados para o reboque de carroças ou para o trabalho, embora os primeiros animais desse tipo fossem suficientemente robustos para desempenhar essas tarefas. Esse tipo de cavalos toma características mais precisas a partir do século XIX, quando ocorre uma evolução nas expectativas relacionadas ao cavalo de monta. Diversos cruzamentos foram realizados entre éguas selvagens (com frequência selecionadas por serem fortes e pesadas) e garanhões de sangue quente, e desses cruzamientos nasceram os chamados cavalos médio sangue. Foi assim se desenvolveram as gerações seguintes de cavalos de sela, com animais mais ou menos próximos das linhagens paternas ou maternas, em função da orientação da seleção. Atualmente cada país possui suas próprias raças e seus próprios modelos ideais de cavalos de montar. Com o tempo, stud-books (registros de criação) foram igualmente implantados. E a partir do século XX o cavalo de montar tende a especializar-se em cavalo de esporte e cavalo de lazer e recreação, esses últimos atualmente identificados como cavalos de sela.

## Utilização

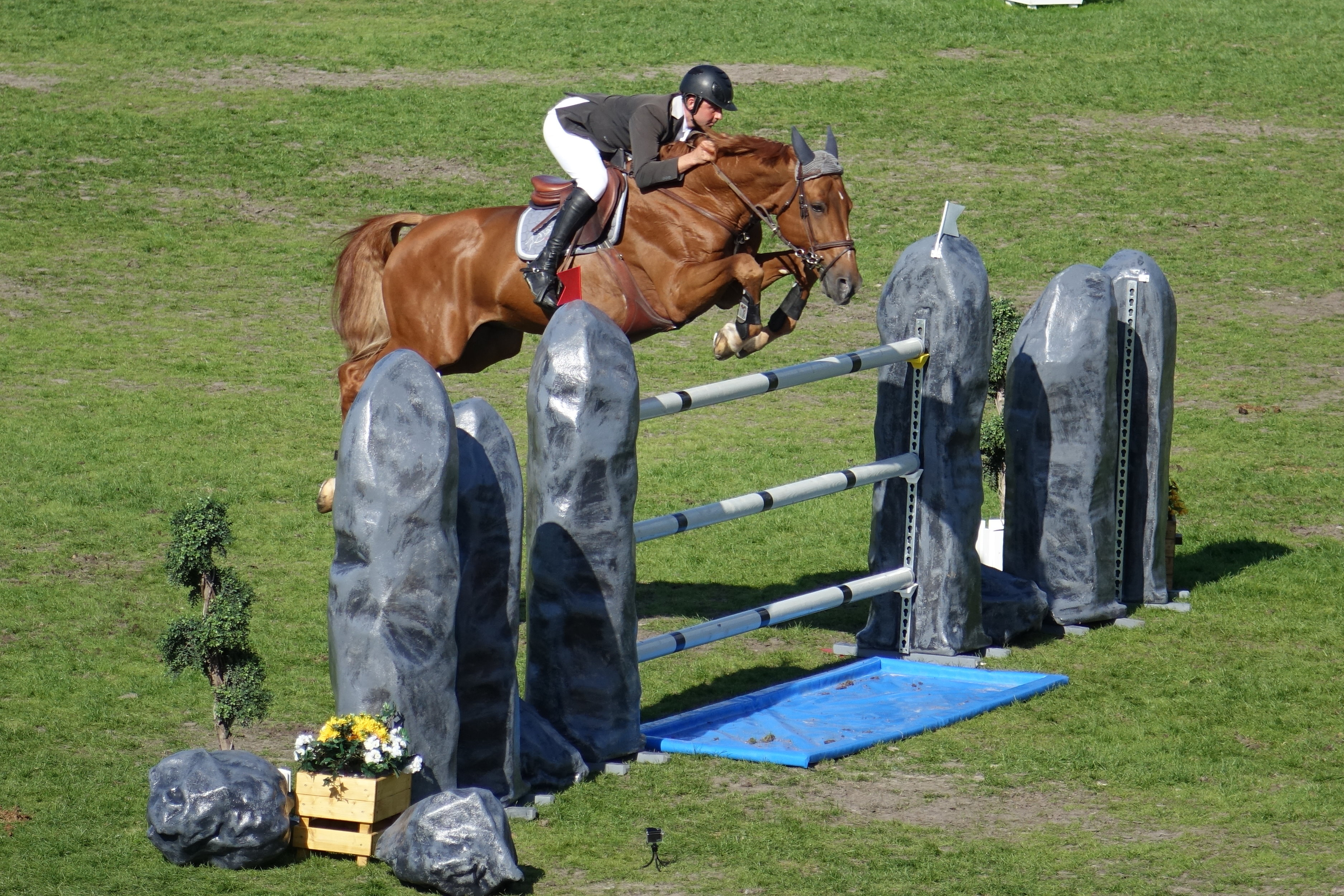
O cavalo de sela também pode ser utilizado em esportes equestres.

A primeira utilização do cavalo de sela foi basicamente  militar, ainda que desde o século XIX certas categorias de civis começaram a utilizar cavalos para seu próprio recreio e comodidade, por exemplo para passeios e para a caça. A partir do século XX a utilização dos cavalos de sela se diversificou, incluindo usos no esporte e em atividades de diversão e lazer.

## Apelação específica francesa
Cheval de Selle (CS) também é uma classificação oficial do Haras national, que designa os cavalos nascidos na França e destinados a serem montados, ainda que não pertençam a uma determinada raça. Os CS surgem dos cruzamentos de pais identificados, mas que não se enquadram em nenhum dos stud-books de raça. Se o cavalo de sela não se encontra em nenhum stud-book, é todavia inscrito em um registro criado para registar cavalos de recreação. Dada a heterogeneidade deste tipo de cavalos, os mesmos possuem pelagens, tamanhos e conformações muito diversas.